# ペット・セメタリー (2019年の映画)
『ペット・セメタリー』（Pet Sematary）は2019年のアメリカ合衆国のホラー映画。監督はケヴィン・コルシュとデニス・ウィドマイヤー、主演はジェイソン・クラークが務めた。本作はスティーブン・キングが1983年に発表した小説『ペット・セマタリー』を原作としている。なお、同小説が映画化されるのは1989年版に続いて2回目となる。

## ストーリー
医者のルイス・グリードはボストンからメーン州ルドローに引っ越してきたばかりであった。ルイスは妻のレイチェル、子供のエリーとゲージ、ペットのネコ（チャーチ）と一緒に暮らしていた。ある日、エリーが森の中で遊んでいると、ペットの犬の遺体を墓地（ペット・セマタリー）へと運ぶ葬列に出くわした。一家の近所に住むジャド・クランドールは「あの森は危険だから絶対に近付かないように」と警告してきた。
大学病院。ルイスは交通事故で重傷を負って運ばれてきた学生（ヴィクター・パスコウ）の命を救えなかった無念に打ちひしがれていた。その日の夜、ルイスはいやに鮮明な夢を見た。夢の中で、ルイスはヴィクターに導かれるまま墓地へとやって来たが、墓地に入ろうとした矢先、ヴィクターから「それ以上はいけない」と言われたのだった。ルイスが飛び起きると、彼のベッドと足下が泥まみれになっていた。ルイスは自分が見た夢が単なる悪夢ではないと確信したが、現実で何があったのかまでは把握できなかった。
ハロウィンの日、チャーチはトラックにはねられて死んでしまった。ルイスはジャドと一緒にチャーチを墓地に埋葬した。翌日、ルイスはチャーチが戻ってきたのを見て仰天した。戻ってきたチャーチはどこか様子がおかしく、やたらと攻撃的だった。困惑するルイスはジャドの元を訪ねた。ジャドは「あの墓地には死者を蘇らせる力がある。死者にはウェンディゴという精霊が宿っているという伝承がある」とルイスに言った。ほどなくして、チャーチがゲージに襲いかかるという事件が発生したため、ルイスはチャーチを安楽死させようとした。ところが、どうにも殺す決心がつかなかったため、ルイスはチャーチを野に放つことにした。
数日後、エリーが誕生日を迎えた。パーティーの最中、エリーはチャーチが車道を歩いているのを見て駆け寄っていったが、運悪くタンクローリーにはねられてしまい、治療の甲斐なく息を引き取った。一家は悲しみに暮れ、レイチェルはゲージを連れて実家に帰ることにした。ルイスはエリーを墓地の力で蘇生させようとしていたが、それを察したジャドから「無理矢理蘇らせるよりも、そのまま安らかに眠らせた方が良いこともあるのだ」と諭された。しかし、ルイスはエリーにもう一度会いたいという思いを押さえ込むことができかった。ルイスはジャドに睡眠薬を盛り、彼が眠っている隙にエリーの遺体を掘り起こし、その足でペット・セマタリーに向かった。ルイスは何かの存在を感じ取ったが、意に介することなくエリーを土の中に埋めた。しばらくして、エリーは生き返って帰宅したが、その姿は化け物以外の何者でもなかった。

## キャスト
※括弧内は日本語吹替声優。
- ルイス・クリード医師: ジェイソン・クラーク（小山力也）
- レイチェル・クリード: エイミー・サイメッツ（魏涼子）
  - 子供時代: ソニア・マリア・キリーラ
- ジャド・クランドール: ジョン・リスゴー（福田信昭）
- エリー・クリード: ジェテ・ローレンス（下地紫野）
- ゲイジ・クリード（英語版）: ヒューゴ・ラヴォイエ、ルーカス・ラヴォイエ（久野美咲）
- ヴィクター・パスコウ: オブッサ・アフマド
- ゼルダ・ゴールドマン: アリッサ・ブルック・レヴィン
- ノーマ・クランドール: スージー・スティングル
- マーセラ: マリア・ヘレラ

## 製作

### 企画
2010年3月5日、パラマウント映画がスティーブン・キングの小説『ペット・セマタリー』の映画化に着手しており、マット・グリーンバーグが脚色作業に当たっているとの報道があった。2013年10月31日、フアン・カルロス・フレスナディージョに監督のオファーが出ていると報じられた。2017年10月30日、ケヴィン・コルシュとデニス・ウィドマイヤーが監督に起用された。

### キャスティング・撮影
2018年4月16日、ジェイソン・クラークが本作の出演交渉に臨んでいるとの報道があった。5月4日、ジョン・リスゴーの出演が決まったと報じられた。6月、エイミー・サイメッツ、ジェテ・ローレンス、ヒューゴ・ラヴォイエ、ルーカス・ラヴォイエがキャスト入りした。10月8日、オブッサ・アフマドが本作に出演することになったと報じられた。
本作の主要撮影は2018年6月18日にカナダのケベック州で始まり、同年8月11日に終了した。

### 音楽
2018年10月13日、クリストファー・ヤングが本作で使用される楽曲を手掛けることになったと報じられた。2019年4月5日、本作のサウンドトラックが発売された。

## 公開・マーケティング
当初、本作は2019年4月19日に全米公開される予定だったが、後に公開日は同月5日に前倒しされた。
2018年10月10日、本作のファースト・トレイラーが公開された。11月1日、Facebookで本作の劇中3D写真が公開された。2019年2月7日、本作のセカンド・トレイラーが公開された。3月16日、本作はサウス・バイ・サウスウェストでプレミア上映された。

## 興行収入
本作は『ベスト・オブ・エネミーズ 〜価値ある闘い〜』及び『シャザム!』と同じ週に封切られ、公開初週末に3000万ドル前後を稼ぎ出すと予想されていたが、実際の数字はそれを下回るものとなった。2019年4月5日、本作は全米3585館で公開され、公開初週末に2450万ドルを稼ぎ出し、週末興行収入ランキング初登場2位となった。

## 作品の評価
本作に対する批評家からの評価は平凡なものに留まっている。映画批評集積サイトのRotten Tomatoesには254件のレビューがあり、批評家支持率は57%、平均点は10点満点で5.93点となっている。サイト側による批評家の見解の要約は「『ペット・セマタリー』は1989年版とは異なる方向から原作小説を掘り下げている。しかし、同作は新しい魅力を生み出してはいるが、焼き直しの感が拭えない。」となっている。。また、Metacriticには42件のレビューがあり、加重平均値は57/100となっている。なお、本作のCinemaScoreはC+となっている。

## 続編の可能性
2019年3月26日、プロデューサーのロレンツォ・ディ・ボナヴェンチュラが「本作が興行的に成功した場合、前日譚を製作したい」という趣旨の発言をした。4月7日、コルシュとウィドマイヤーが続編に関与する意欲はないと明言した。5月9日、本作の脚本を担当したジェフ・ブーラーが「続編についての話し合いは継続して行われている」と述べた。